# کوماریبو
کوماریبو (به اسپانیایی: Cumaribo) یک سکونتگاه مسکونی در کلمبیا است که در Vichada واقع شده‌است.

## خصوصیات
کوماریبو ۶۵٫۱۹۳ کیلومترمربع مساحت و ۲۳٬۹۹۰ نفر جمعیت دارد.